# Ramphotyphlops marxi
Espèce
Synonymes
- Typhlops marxi Wallach, 1993

Statut de conservation UICN

 DD  : Données insuffisantes
Ramphotyphlops marxi est une espèce de serpents de la famille des Typhlopidae. 

## Répartition
Cette espèce est endémique de l'île de Samar aux Philippines.

## Description
L'holotype de Ramphotyphlops marxi, une femelle adulte, mesure 179,5 mm dont 10,5 mm pour la queue.

## Étymologie
Cette espèce est nommée en l'honneur de Hymen Marx, ancien conservateur de la Division of Amphibians and Reptiles au Muséum Field à Chicago.

## Publication originale
- Wallach, 1993 : A new species of blind snake, Typhlops marxi, from the Philippines (Serpentes: Typhlopidae). Raffles Bulletin of Zoology, vol. 41, no 2, p. 263-278 (texte intégral).